# 元山はるか
元山 はるか（もとやま はるか、1990年2月14日- ）は、日本のAV女優。過去ジュエルズプロ所属。バンビプロモーション所属。

## 略歴・人物
千葉県出身。2012年5月にAVデビュー。スレンダーでプライムエージェンシー所属。
2016年2月26日、自身のツイッターで「小嶋ひより」への改名とAV復帰を報告。同年5月16日、ジュエルズ・プロダクションに移籍したことを報告。
2017年2月5日、自身のTwitterにてバンビプロモーションに移籍し「永倉由梨」に改名した事を発表。

## 作品

### アダルトDVD
2012年
- 新人! どMすぎるGカップ 初花 -hatsuhana-（5月11日、KUKI）※デビュー作
- 妄想オフィス フェラ好き性奴隷OL（6月8日、KUKI）
- SOD女子社員 業務中 （恥）過激痴漢（7月5日、SODクリエイト）　※「元木陽子」名義
- 娘の爆乳は一見にしかず Gカップ97cm はるか（7月20日、チェリーズ）
- 卒業 2 其ノ十五（7月20日、ONCE）
- 若妻陵辱マンション -鬼畜管理人の凶行-（8月1日、DOC）
- 寝とられ婦人科医 検査と偽った性感触診で本気汁を垂らす断れない性格の敏感妻（8月9日、ナチュラルハイ）
- 同じマンションに住む綺麗な女の子を、つい気になって目を離さずにいると相手に気づかれて…（8月10日、DOC）
- 夏季限定!! 泥酔素人美女 大量お漏らしビアホール!!（8月23日、SODクリエイト）
- 巨乳スカウト面接 ええ乳モンで口説いてハメちゃってぇ（8月24日、チェリーズ）
- きょに湯の宿 乳とぴあ 3 〜求めていた理想胸がココにある〜 Gカップ97cm 専属女チュー はるか（8月24日、チェリーズ）
- 寝取られ願望をもつフシダラな痴女 〜彼氏に内緒でネトラレ温泉旅行〜（8月25日、美）
- ギャル逆痴漢通勤電車! 通勤中の僕の股間をこっそり触ってくるギャルたち。 周囲の目が気になり恥ずかしかったけど、思わず勃起してしまって……。（9月6日、GARCON）
- ASYLUM 3（9月11日、MAD）
- 息子の大きすぎるチンポが気になって…（10月1日、ABC）
- 「DANDY版 性交クリニック 欲求不満を顔には出さない清楚な看護師に通常業務のようにヤられた」 VOL.1（10月6日、DANDY）
- 「王様ゲームってこんなにエッチなことをするの?」 大学4年生にもなるのに合コンすらやった事がない超まじめでお堅い僕の家庭教師は、人生で一度もハメをはずした事がないらしい! そんな彼女が、どうしても大学を卒業する前に王様ゲームがやりたいらしく、照れながらも僕に2人きりの王様ゲームを求めてきた!!（10月6日、Hunter）
- お試しAVかっ ハメてみなけりゃ帰れマ○○ No2（10月19日、チェリーズ）
- 凌辱M巨乳メイド（10月26日、TMA）
- 胸が急に大きくなって不安になった女子校生。 親身に相談にのったら、ヤリたい気持ちも大きくなったのかそのまま女の子からチ●コに食らいついてきた!!（10月26日、SCOOP）
- 扶養は経済面だけで身体的には扶養ではないです。（10月26日、BALTAN）
- お嬢様クロニクル 3（10月26日、ONE DA FULL）
- 緊縛OL強制受精（11月3日、MDMA）  ※「眞鍋ゆり」名義
- 性欲処理専門 セックス外来医院 4（11月8日、SODクリエイト）
- 始発電車で朝帰りのうたた寝ギャルはコッソリ身体を触っても気付かないので思わず勃起したチ○ポを握らせてみた。（11月8日、GARCON）
- クリトリスが5秒で勃起! 無料体験オイルエステに来た素人お嬢さんにリラックス効果のあるミネラルウォーターと称して媚薬を飲ませて性感帯を焦らしてマッサージしたら…即発情! 「もっと気持ち良くして」とおねだりしてきた!（11月8日、Apache）
- 人気急上昇! 色白巨乳元山はるかの柔軟セックス +軟体特集（11月9日、First Star）
- 催淫エステ 素人娘 媚薬入りオイルマッサージ（11月10日、ブリット）
- 近親相姦 お母さんの豊乳が僕を誘惑する（11月19日、ABC）
- カラダが卑猥なオンナと性交（11月23日、ドリームチケット）
- 発情姉逆夜這い 弟のオスの匂いに理性が崩壊した肉食の実姉!（11月23日、青空ソフト）
- 奇跡のGカップ 神乳美女（11月25日、豊彦企画）  ※「小松悠里」名義
- 噂の爆乳素人ウェイトレス、出演了解まで完全密着!（12月1日、胸キュン喫茶）  ※「石田さおり」名義
- 美乳若妻の誘い（12月13日、オーロラプロジェクト・アネックス）
- 僕が童貞なのを知ってか知らずか、ノーブラで乳首ポッチになった胸をチラつかせてくる友達の母親。二人っきりになったのをいいことに僕の息子も可愛がってくれました。（12月28日、SCOOP）

2013年
- 金蹴り脚コキの凶暴さは反則（1月18日、セックスエージェント）
- 息子に身体を許す母… 夫の隣で…（2月1日、ABC）
- 深夜バスうたた寝美巨乳OL痴漢 ホロ酔いで眠る女は痴漢されると敏感に感じて本性剥き出しのセックスをする（2月1日、DOC）
- センズリ鑑賞会 10 恥じらい素人娘に見せつけちゃいました（2月10日、ホットエンターテイメント）
- イラマチオじゃない腰振りフェラチオ 02（2月15日、セックスエージェント）
- 父娘教育的調教指導 お父さんの肉鞭と白い飛沫（2月25日、グローバルメディアエンタテインメント）
- 東京ガールズコレクション 初撮り007 スカウト流出（3月15日、プラム）
- 俺専用、人妻OL。 2（3月21日、グローリークエスト）
- バレないように彼女の親友とこっそりヤル! 7（3月23日、AKNR）
- 出会い頭のいきなり手コキ（3月25日、アロマ企画）
- 肉恋人契約 巨乳奴隷彼女（3月25日、靖云会）  ※「川嶋ふみか」名義
- 鬼乳首マゾGカップ 神乳（2月25日、豊彦企画）  ※「小松悠里」名義
- 巨乳人妻電流リラクゼーション（4月1日、変態紳士倶楽部）
- 目を奪われる瞬間 6（4月2日、MAGIC）
- 巨乳変態人妻 ザーメン漬けにしてください（4月5日、asfur）
- 温泉旅館出張按摩盗撮 変態荒療治 二十三（4月5日、心眼SHIN-GAN）
- 120％リアルガチ軟派 in 名古屋 vol.32（4月11日、プレステージ）
- 友人の妻はドスケベ家庭教師（4月19日、VENUS）
- 完全なる穴女（4月25日、靖云会）  ※「川嶋ふみか」名義
- 夢のコスプレ 東方タッグ編（4月26日、TMA）
- 近親相姦 息子へのSEXレッスン（5月1日、ABC）
- 鬼乳首の看護師責め（5月20日、KIプランニング）  ※「神山明日香」名義
- 着衣風呂（5月23日、稀有）
- 無防備すぎる寝起き胸チラで勃起させてしまったノーブラ専業主婦はヤられても拒めない VOL.1（5月23日、DANDY）
- 100人中100人の男子はおっぱいが好きだという事を知らない、僕のたった一人の女友達（6月6日、アイエナジー）
- 密着二十四時間 寝取られ人妻・背徳温泉旅 No4（7月1日、アングラ）
- けしからん姿で挑発してくる団地妻（7月6日、アイエナジー）
- 女子校生15人オマ○コ指入れぴちゃぴちゃ自画撮りオナニー vol.12（7月15日、プリモ）
- ほぼオッパイが見えてるんですけど…。去年まで女子校で今年から共学になった高校に入学したらクラスで男子は僕ひとりぼっち!! 体育の授業前、同級生が急に着替えだし、あまりにも巨乳過ぎて服を脱ぐ時ブラがずれ下乳がポロリ!偶然見てしまった僕は思わず勃起!それに気付いた巨乳女子が発情しだした!!（7月18日、Hunter）
- 兄（超エリート）が建てた二世帯住宅に30歳を越えても住み続けるニートの僕。ある日、兄が突然長期入院することに! ニートの僕は必然的に兄の奥さん（超美人）とふたりきりで過ごす時間が多くなりちょっとしたイタズラ心で大人の玩具を見せると、兄が不在で欲求不満だったのか、興味津々の淫乱奥様状態に!挙げ句の果てに兄のお見舞いの最中に手マンをしても拒否するどころか感じまくる始末。しかも兄が寝ている隣りのベッドで声を殺しながら中出しまで要求!（7月18日、Hunter）
- 羞恥!下半身丸出し総合病院（8月8日、サディスティックヴィレッジ）
- JK直下型&M字パンチラ挑発 3（8月13日、アロマ企画）
- 足裏パラダイス No5（8月22日、稀有）
- 巨乳限定!! 危険日直撃!200万円争奪! 生中出しじゃんけん大会!どっちの男がゴム付き? ゴム無しチ○ポを選んでしまったら孕んじゃう! 3（8月22日、michiru）
- スチュワーデス脅迫乱交（9月1日、ZUKKON/BAKKON）
- 素人羞恥　野球拳10番勝負（9月10日、ラハイナ東海）
- 丸見せ 子宮口（9月17日、ラハイナ東海）
- 巨乳に挟まれ窒息寸前!妹ふたりと夜、川の字になって寝ていると息ができないほどの巨乳に密着してしまい、身動きできないまま勃起したら、妹ふたりがコッソリ（10月10日、Hunter）
- 清楚な美人妻のデカ淫おっぱい（10月15日、ジャネス）
- トリプル快感ハーレム! 巨乳軟体ソープランド（11月1日、Fitch）
- 卑猥なGカップ 元山はるか 総集編 4時間 デジタルモザイク匠（11月1日、妄想族）
- 美人教師のHな極秘アルバイト 放課後校内ヘルス（12月19日、ATOM）
- すけべ舌の表裏 垂れる唾液（12月17日、百合狂）

2014年
- レズビアン達の性奴犬（1月10日、ミストレスランド）
- 美脚立ちディルドオナニー（1月19日、ゑびすさん）
- 酔って騒いでナマ乱交（1月21日、フルセイル）
- 飲みすぎて爆睡している無防備な女の(胸・ふともも・パンチラ)に興奮してしまい（2月14日、DOC）
- にゅるにゅる手コキ 摩擦の度に訪れる至極の刺激（2月21日、セックスエージェント）
- 真っ昼間から無料お試しエステの勧誘に乗ってくる人妻は、欲求不満で簡単にカラダを許すって本当だった3（3月14日、スクープ）
- 手を使うな。（5月13日、山と空）
- 黒人巨大マラ VS 元山はるか 23歳（5月25日、グローバルメディアエンタテインメント）
- 右も左も分からない新人セクキャバ嬢に恥ずかしい格好をさせたら見られることに興奮して（6月3日、藪スタイル）
- 完全主観 罵倒地獄 Vol.4（6月5日、フリーダム）
- 欲求不満のシロート妻が大興奮　僕のセンズリ見てください（6月6日、映天）
- 担当のヘアメイクさんはフリーで仕事していて、AVの撮影現場に入るのは今日が初めてらしい。（6月11日、藪スタイル）
- 欲求不満のシロート妻が大興奮 僕のセンズリ見てください（6月13日、ドックイア）
- 痴漢を見てもされても何も言えないうぶな女子高生グループの中に割り込んで囲ませて犯りまくれ（6月20日、ナチュラルハイ）
- 新卒社会人と2人っきりで密着AV鑑賞会（6月20日、スターパラダイス）
- 風俗激戦区の客取り合戦 VIP客の無理なお願いも渋々聞いてくれるセクキャバ嬢たち（6月20日、スターパラダイス）
- 女子校チアガールがコーチを唾と小便でイジメぬく（7月5日、フリーダム）
- 新足裏 生足とストッキングの足裏 Vol.2（7月5日、フリーダム）
- 熟練按摩師の女を淫らにさせるスケベツボ 4（7月20日、スターパラダイス）
- JK 電気アンマ倶楽部（7月24日、稀有）
- 買い物帰りの若妻を騙しナンパ「アエギ声漏らしたら負け、我慢できたら金券バック」性感帯をマッサージし続けてイっちゃったら中出しSEXできるのか（8月1日、藪スタイル）
- 女子校生の脚コキ48手（8月5日、フリーダム）
- 女子校教師アナル狩り（9月5日、フリーダム）
- 素人娘に見せつけ センズリ鑑賞（9月5日、ドッグイア）
- クンニM男スペシャル6（9月10日、インプレッション）
- クンニM男スペシャル7（10月10日、インプレッション）
- 狂気の躾 調教される嫁（10月25日、グローバルメディアエンタテインメント）
- 美熟女逆回春マッサージ（11月19日、ABC）
- 灼熱露出MEGA ANAL 巨乳アナル解禁!（12月1日、ヴィ）
- 脚コキ倶楽部 II（12月20日、バミューダ）

2015年
- オイルマッサージ店で新人研修中、爆乳若奥様に「ねえ、中に出して」とせがまれたら、あなたならどうする? 出す? 出さない? 2（2月27日、ケイ・エム・プロデュース）

### イメージDVD
2011年
- エクステンション 1（9月16日、マーレーインターナショナル）  ※「もりかわまみ」名義

2012年
- エクステンション 11（2月28日、マーレーインターナショナル）  ※「もりかわまみ」名義

2013年
- 女の秘湯〈秩父編〉（1月18日、コスミック出版）
- 悩殺ポーズ むっちりエロ美尻（3月10日、妻ST）  ※「はるか」名義

### Vシネマ
2014年
- 秘湯心霊の旅 美女篇（5月9日、JVD）
- 廃墟鬼ごっこ（8月8日、DEEP RED）

## 書籍・その他

### デジタル写真集
2012年
- 元山はるか写真集（10月4日、BB動画）
- 熟女観察 下着と艶肢体 Vol.020（11月9日、BB動画）

2013年
- Motoyama Haruka PHOTOSHOT Vol.01　郡司大地（8月15日、Amazon）  ※Kindle版
- Motoyama Haruka PHOTOSHOT Vol.02　郡司大地（8月26日、Amazon）  ※Kindle版
- Motoyama Haruka PHOTOSHOT Vol.03　郡司大地（9月24日、Amazon）  ※Kindle版
- すっごくカラダのE子ちゃん HARUKA 写真集Vol.1 （12月3日、Amazon）  ※Kindle版

### 雑誌
2012年
- ベストビデオ スーパードキュメント 2012年6月号（三和出版）
- Yha! Hip & Lip 2012年8月号（ワニマガジン社）
- グラギャルDEEP 2012年10月号（若生出版）
- 人妻DVD Dream 2012年10月号（三和出版）
- ゲッチュ 2012年12月号（若生出版）
- That’s DAN 2012年12月号（ブレインハウス）

2013年
- 極上人妻DX 2013年1月号（三和出版）
- Men's JOKER 2013年1月号（KKベストセラーズ）
- ゲッチュ 2013年2月号（若生出版）
- スッキリお仕事レディEX 2013年2月号（一水社）
- まんがシャワー 2013年2月号（一水社）
- 新妻の濡れ下着 (いずみムック 45) 2013年2月（一水社）
- Bejean 2013年05月号増刊「Hで可愛い女子大生」（ジーオーティー）
- 週刊現代 2013年6月22日号（講談社）

## 出演

### テレビ
2012年
- 平成桃色女学園 #5、#6（5月3日、6月2日、エンタ!959）

2013年
- おっぱい×おっぱい #16（5月5日、エンタ!959）
- 24時間テレビ　エロは地球を救う！2013（8月25日、パラダイステレビ）

### インターネット
- 週刊MMてれび（2013年7月19日～、SOD放送局）